# Isen (Kagoshima)
Isen (伊仙町 Isen-chō?) es un pueblo en la prefectura de Kagoshima, Japón, localizado en las islas Amami,  al sur de la isla de Kyūshū. Tenía una población estimada de 5958 habitantes el 1 de marzo de 2021 y una densidad de población de 95 personas por km².

## Geografía
Isen ocupa el extremo sur de la isla de Tokunoshima, parte de las islas Amami, de las islas Ryūkyū, unos 460 km al sur de Kagoshima. Limita con el mar de China Oriental al suroeste, el océano Pacífico al sureste y con los pueblos de Amagi al norte y Tokunoshima al noreste.

## Historia
Fue establecida como la villa Shimajiri el 1 de abril de 1908 y pasó a llamarse Isen el 29 de junio de 1921. Al igual que con todo Tokunoshima, la aldea pasó a estar bajo la administración de los Estados Unidos desde 1 de julio de 1946 hasta el 25 de diciembre de 1953. El 1 de enero de 1961 Isen fue ascendida a categoría de pueblo.

## Economía
Si bien es montañoso en el norte, la mayoría de la tierra es relativamente plana y cultivable, lo que hace de Isen un lugar privilegiado para la agricultura. Los principales productos agrícolas de Isen incluyen caña de azúcar, papas, calabazas, horticultura y árboles frutales.

## Demografía
Según los datos del censo japonés, la población de Isen ha disminuido constantemente en los últimos 70 años.
| Gráfica de evolución demográfica de Isen entre 1940 y 2015 |
|                                                            |
| Oficina de Estadística de Japón                            |